# Thursania renilinealis
Thursania renilinealis là một loài bướm đêm trong họ Noctuidae.